# Vriesea freicanecana
Vriesea freicanecana là một loài thuộc chi Vriesea. Đây là loài đặc hữu của Brasil.